# Varecza László
Varecza László (Vác, 1936. augusztus 8. – Szombathely, 2019. december 18.) matematikus, író és régiségkereskedő. Több mint száz könyve jelent meg.

## Életpályája
Az egri főiskola matematika-fizika szakán végzett, majd az ELTE-n szerzett matematikus diplomát. 1970-ben jelent meg első könyve, Konkrét és absztrakt struktúrák címmel. A mű nagy vihart kavart, olyannyira, hogy 1975-ben még mindig vitatéma volt. Varecza 1975-ben ösztöndíjasként a varsói Matematikai Kutatóintézetbe kapott meghívást.
Amikor hazajött, a pécsi tanárképzőn tanított, majd Szombathelyre került. Többször konfliktusba került matematikusokkal, oktatási miniszterekkel. 1981-ben öt nap figyelmeztető sztrájkot jelentett be a Szombathelyi Tanárképző Főiskola Matematikai Tanszéke vezetőjének. Nem sokkal később Varecza levelet kapott a Művelődési Minisztériumból, melyben értesítették, hogy vizsgáztatási kötelezettséggel összefüggésben kifogásolható magatartásáért fegyelmi eljárást indítottak ellene. Másnap az egyik főigazgató-helyettes azonnali hatállyal felfüggesztette.
Három évig nem végzett érdemi tevékenységet, gyakorlatilag táppénzen volt. Munkaviszonya a Szombathelyi Tanárképző Főiskolával 1983-ban szűnt meg.
Később régiségkereskedő volt Szombathelyen.
Varecza László életéről, Fejezetek egy szent életéből címmel Boros Ferenc és Horváth Zoltán szombathelyi alkotópáros készített többszörös díjnyertes filmet. Legtöbb műve Varecza Laci, ill. Szent Varecza Halott néven jelent meg.

## Művei
- Konkrét és absztrakt struktúrák; Tankönyvkiadó, Budapest, 1970
- Varecza Laci: Lenin emlékkönyvébe. Eposz prózában és versben; szerzői, Szombathely, 1996
- Varecza Laci: Polémia Leninnel, 1983; szerzői, Szombathely, 1996
- Varecza Laci: Ez elmebeteg lett. Keresetlevéleposz; szerzői, Szombathely, 1997
- Varecza Laci: A nagy jajgatás. Vádirateposz; szerzői, Szombathely, 1998
- The great wailing. Plaint epic (A nagy jajgatás); angolra fordította: Németh Ádám; Prime Rate BT, Budapest, 1998
- Az erotikus múzsa. Szerelmes versek; szerzői, Budapest, 1999
- A szent én vagyok. Vádirateposz a magyar állam ellen, 1999; szerzői, Szombathely, 1999
- A rablógyilkos. Vádirateposz; szerzői, Szombathely, 2001
- A sárló kanca. Vádirateposz a magyar állam ellen, 2000; szerzői, Szombathely, 2000
- A váci Krisztus nem bocsát meg. Vádirateposz a magyar állam ellen, 2000; Varecza Laci, Szombathely, 2000
- Keretes század. Vádiratversfolyam a gyilkos magyar állam ellen; szerzői, Szombathely, 2001
- Bujdosó nép. Vádiratversfolyam, 2002; szerzői, Szombathely, 2002
- Cefre. Vádiratversfolyam a gyilkos magyar állam ellen, 2002; szerzői, Szombathely, 2002
- Csali az Úristen horgán. Vádiratversfolyam, a gyilkos magyar állam ellen, 2002; szerzői, Szombathely, 2002
- Elvittem a balhét. Vádirat versfolyó, 2002; magánkiadás, Szombathely, 2002
- Folyóparton zokogok. Vádiratversfolyam, 2002; szerzői, Szombathely, 2002
- Kiirtás eposza. Vádiratversfolyam, 2002; szerzői, Szombathely, 2002
- Nagy magyar vádirat; szerzői, Szombathely, 2002
- Örök Krisztus. Vádiratversfolyam, 2002; szerzői, Szombathely, 2002
- Reciprok világ. Vádirat a gyilkos magyar állam ellen, 2002; szerzői, Szombathely, 2002
- 151. zsoltár. Nagy magyar vádirat, 2003; szerzői, Szombathely, 2003
- Én halott vagyok! Nagy magyar vádirat, 2003; szerzői, Szombathely, 2003
- Felnyerített a csikóm. Nagy magyar vádirat, 2003; szerzői, Szombathely, 2003
- Hatvan év múltán. Nagy magyar vádirat, 2003; szerzői, Szombathely, 2003
- Kivirágzott a gallyam. Nagy magyar vádirat, 2003; szerzői, Szombathely, 2003
- Múzsa a kriptámban. Nagy magyar vádirat, 2003; szerzői, Szombathely, 2003
- A nagy órás. Nagy magyar vádirat, 2003; szerzői, Szombathely, 2003
- Puskatusjog. Nagy magyar vádirat, 2003; szerzői, Szombathely, 2003
- Tébolyult költészet. Nagy magyar vádirat, 2003; szerzői, Szombathely, 2003
- Temetőkert. Végső leszámolás a magyar állammal, 2003; szerzői, Szombathely, 2003
- Versek a kriptából. Nagy magyar vádirat, 2003; szerzői, Szombathely, 2003
- Eredendő bűn. Nagy magyar vádirat, 2004; szerzői, Szombathely, 2004
- Galamb a kriptámból. Nagy magyar vádirat, 2004; szerzői, Szombathely, 2004
- Iker-kötetek. Nagy magyar vádirat, 2004; szerzői, Szombathely, 2004
- Magántébolyda. Nagy magyar vádirat, 2004; szerzői, Szombathely, 2004
- Me-eg-til-to-om. Nagy magyar vádirat, 2004; szerzői, Szombathely, 2004
- Metamorfózis. Nagy magyar vádirat, 2004; szerzői, Szombathely, 2004
- Nevezetes szám. Nagy magyar vádirat, 2004; szerzői, Szombathely, 2004
- A per. Nagy magyar vádirat, 2004; szerzői, Szombathely, 2004
- Piros-novella. Nagy magyar vádirat, 2004; szerzői, Szombathely, 2004
- Szent Varecza. Interjúkötet, 2004; interjút készítette Boros Ferenc, Horváth Zoltán; szerzői, Szombathely, 2004
- Újraéneklés. Nagy magyar vádirat, 2004; szerzői, Szombathely, 2004
- Üvöltő szelek. Nagy magyar vádirat, 2004; szerzői, Szombathely, 2004
- Világvágóhíd. Nagy magyar vádirat, 2004; szerzői, Szombathely, 2004
- 84.000. Nagy magyar vádirat, 2005; szerzői, Szombathely, 2005
- 1983. Nagy magyar vádirat, 2005; szerzői, Szombathely, 2005
- 1996. Nagy magyar vádirat, 2005; szerzői, Szombathely, 2005
- 2004. Nagy magyar vádirat, 2005; szerzői, Szombathely, 2005
- Az állatorvosi ló. Nagy magyar vádirat, 2005; szerzői, Szombathely, 2005
- Allegória. Nagy magyar vádirat, 2005; szerzői, Szombathely, 2005
- Befejezhetetlen. Nagy magyar vádirat, 2005; szerzői, Szombathely, 2005
- Boltbezáratási törvény. Nagy magyar vádirat, 2005; szerzői, Szombathely, 2005
- Az Isten tragédiája. Nagy magyar vádirat, 2005; szerzői, Szombathely, 2005
- Kiirtási törvény. Nagy magyar vádirat, 2005; szerzői, Szombathely, 2005
- Kirablási törvény. Nagy magyar vádirat, 2005; szerzői, Szombathely, 2005
- A költő én vagyok! Nagy magyar vádirat, 2005; szerzői, Szombathely, 2005
- Megdöglesztő vonat. Nagy magyar vádirat, 2005; szerzői, Szombathely, 2005
- Meggyalázási törvény. Nagy magyar vádirat, 2005; szerzői, Szombathely, 2005
- 1936. Nagy magyar vádirat, 2006; szerzői, Szombathely, 2006
- 1949. Nagy magyar vádirat, 2006; szerzői, Szombathely, 2006
- 20??. Nagy magyar vádirat, 2006; szerzői, Szombathely, 2006
- 4=1. Nagy magyar vádirat, 2006; szerzői, Szombathely, 2006
- Algebrai hajléktalan. Nagy magyar vádirat, 2006; szerzői, Szombathely, 2006
- Kettősportré. Nagy magyar vádirat, 2006; szerzői, Szombathely, 2006
- Legjobb verseim 2. Vádiratversek a gyilkos magyar állam ellen, 2006; szerzői, Szombathely, 2006
- Legjobb verseim 3. Vádiratversek a gyilkos magyar állam ellen, 2006; szerzői, Szombathely, 2006
- Leszámolás. Nagy magyar vádirat, 2006; szerzői, Szombathely, 2006
- Megdöglesztőipar. Nagy magyar vádirat, 2006; szerzői, Szombathely, 2006
- Törvényes rablógyilkosság : nagy magyar vádirat, 2006; szerzői, Szombathely, 2006
- Varecza-kapcsolat. Nagy magyar vádirat, 2006; szerzői, Szombathely, 2006
- Védőoltás. Nagy magyar vádirat, 2006; szerzői, Szombathely, 2006
- Az Isten apja. Nagy magyar vádirat, 2007; szerzői, Szombathely, 2007
- Kis tót dilinó. Nagy magyar vádirat, 2007; szerzői, Szombathely, 2007
- Kulcsszó. Nagy magyar vádirat, 2007; szerzői, Szombathely, 2007
- Lökött próféta. Nagy magyar vádirat, 2007; szerzői, Szombathely, 2007
- Nagy magyar per. Nagy magyar vádirat, 2007; szerzői, Szombathely, 2007
- Négy nagy költő. Nagy magyar vádirat, 2007; szerzői, Szombathely, 2007
- Szilárd pont. Nagy magyar vádirat, 2007; szerzői, Szombathely, 2007
- Új magyar állami rablóbanda. Nagy magyar vádirat, 2007; szerzői, Szombathely, 2007
- A Varecza-ügy. Nagy magyar vádirat, 2007; szerzői, Szombathely, 2007
- Az őrült költő. Nagy magyar vádirat, 2008; szerzői, Szombathely, 2008
- Utolsó utáni 1. Nagy magyar vádirat, 2008; szerzői, Szombathely, 2008
- Utolsó utáni 2. Nagy magyar vádirat, 2008; szerzői, Szombathely, 2008
- Utolsó utáni 3. Nagy magyar vádirat, 2008; szerzői, Szombathely, 2008
- Utolsó utáni 4. Nagy magyar vádirat, 2009; szerzői, Szombathely, 2009
- Utolsó utáni 5. Nagy magyar vádirat, 2009; szerzői, Szombathely, 2009
- Horváth Zoltán: Interjú Vareczával, 2005, 3-5.; Varecza László, Szombathely, 2009
- Utolsó utáni 6. Nagy magyar vádirat, 2009; szerzői, Szombathely, 2009
- Utolsó utáni 7. Vádiratelőkészítő alosztálynak. Nagy magyar vádirat, 2009; szerzői, Szombathely, 2009
- Utolsó utáni 8. Nagy magyar vádirat, 2009; szerzői, Szombathely, 2009
- Utolsó utáni 9. Nagy magyar vádirat, 2009; szerzői, Szombathely, 2010
- Utolsó utáni 10. Nagy magyar vádirat, 2009; szerzői, Szombathely, 2010